# Nick Skelton
Nicholas David Skelton OBE (Bedworth, 30 de dezembro de 1957) é um ginete de elite britânico, especialista em saltos, campeão olímpico por equipes em 2012 e campeão no saltos individual na Rio 2016.

## Carreira
Nick Skelton representou seu país nos Jogos Olímpicos de 1988, 1992 1996, 2004, 2008, 2012 e 2016, na qual conquistou a medalha de ouro nos saltos por equipes em 2012 e individual em 2016.

### Rio 2016
Nick Skelton zerou os dois percursos do salto individual, e no desempate contra seis ginetes, zerou e fez com o tempo mais rápido com 42.82 segundos. O feito de Skelton foi conquistado aos 58 anos de idade.